# Glen Carbon
Glen Carbon ist eine Village mit 13.842 Einwohnern (Stand: 2020) im US-Bundesstaat Illinois. Sie liegt 23 km nordöstlich von St. Louis im benachbarten Missouri und gehört zum Madison County.
Der Ort liegt im Metro-East genannten östlichen Teil der Metropolregion Greater St. Louis.

## Geographie
Glen Carbons geographische Koordinaten lauten 38° 46′ N, 89° 58′ W (38,759801, −89,969204). Nach den Angaben des United States Census Bureaus aus dem Jahr 2010 hat das Village eine Fläche von 26,4 km², wovon 26,0 km² auf Land und 0,39 km² (= 1,47 %) auf Gewässer entfallen. Die Gemarkung der nordöstlich von St. Louis gelegenen Ortschaft ist hügelig, unregelmäßig geformt, und die Bebauung ist nicht zusammenhängend. Im Nordwesten, Norden und Nordosten grenzt Glen Carbon direkt an Edwardsville, an den anderen Seiten liegen uninkorporierte Teile der Edwardsville Township. Glen Carbon wird von Westen nach Osten durchzogen durch die Interstate 270. In Nord-Süd-Richtung verläuft die Illinois State Route 159 durch den Ort, die Illinois State Route 157 bildet die Stadtgrenze nach Nordwesten. Die in West-Ost-Richtung führende Illinois State Route 152 liegt südlich des Stadtgebietes. Eine frühere Bahnstrecke verläuft durch den Südwesten Glen Carbons und bildet nach Südosten hin die Stadtgrenze. Auch die östliche Stadtgrenze fällt mit der Trasse einer aufgelassenen Bahnstrecke zusammen.
Entwässert wird das Stadtgebiet durch mehrere Bäche, die nach Süden zum Judys Branch fließen. Somit liegt Glen Carbon im Einzugsgebiet von Cahokia Creek und über diesen des Mississippi River. Innerhalb des Stadtgebietes liegen mehrere Seen und Wasserreservoirs.

## Geschichte
Die Ortschaft erhielt ihren Namen von James Harry Lister, einem gebürtigen Engländer, der einer der ersten Ortsräte war. Ursprünglich hieß der Ort Carbon Glen, was in etwa „Tal der Kohle“ bedeutet, doch der Überlieferung nach wurde die Reihenfolgen der beiden Worte umgedreht, weil Listers Tochter der Auffassung war, es würde so besser klingen. Ein Postamt wurde am 6. Januar 1892 eingerichtet.

## Demographie
Zum Zeitpunkt des United States Census 2000 bewohnten Glen Carbon 10.425 Personen. Die Bevölkerungsdichte betrug 542,5 Personen pro km². Es gab 4236 Wohneinheiten, durchschnittlich 220,4 pro km². Die Bevölkerung Glen Carbons bestand zu 89,09 % aus Weißen, 6,96 % Schwarzen oder African American, 0,20 % Native American, 2,12 % Asian, 0,04 % Pacific Islander, 0,41 % gaben an, anderen Rassen anzugehören und 1,17 % nannten zwei oder mehr Rassen. 1,50 % der Bevölkerung erklärten, Hispanos oder Latinos jeglicher Rasse zu sein.
Die Bewohner Glen Carbons verteilten sich auf 4011 Haushalte, von denen in 34,9 % Kinder unter 18 Jahren lebten. 59,6 % der Haushalte stellten Verheiratete, 8,1 % hatten einen weiblichen Haushaltsvorstand ohne Ehemann und 29,8 % bildeten keine Familien. 22,1 % der Haushalte bestanden aus Einzelpersonen und in 8,8 % aller Haushalte lebte jemand im Alter von 65 Jahren oder mehr alleine. Die durchschnittliche Haushaltsgröße betrug 2,57 und die durchschnittliche Familiengröße 3,06 Personen.
Die Bevölkerung verteilte sich auf 25,3 % Minderjährige, 10,2 % 18–24-Jährige, 30,0 % 25–44-Jährige, 23,5 % 45–64-Jährige und 11,0 % im Alter von 65 Jahren oder mehr. Der Median des Alters betrug 36 Jahre. Auf jeweils 100 Frauen entfielen 94,5 Männer. Bei den über 18-Jährigen entfielen auf 100 Frauen 91,5 Männer.
Das mittlere Haushaltseinkommen in Glen Carbon betrug 55.841 US-Dollar und das mittlere Familieneinkommen erreichte die Höhe von 72.182 US-Dollar. Das Durchschnittseinkommen der Männer betrug 50.086 US-Dollar, gegenüber 31.689 US-Dollar bei den Frauen. Das Pro-Kopf-Einkommen belief sich auf 26.374 US-Dollar. 5,8 % der Bevölkerung und 3,2 % der Familien hatten ein Einkommen unterhalb der Armutsgrenze, davon waren 5,8 % der Minderjährigen und 6,2 % der Altersgruppe 65 Jahre und mehr betroffen.